# Города Норвегии

## История
Прежде города Норвегии были разделены на две категории: местечки или торговые города (kjøpstad) и портовые города (ladested). Каждый из городов имел свои особые привилегии, которые были упразднены в 1857 году, а в 1952 году была отменена и сама классификация и все города стали называться просто by.
Норвежские коммуны разделялись на городские (bykommune) и сельские (herredskommune). В 1946 году каждой коммуне был назначен четырехзначный код на основе ISO 3166-2:NO. Разделение на городские и сельские коммуны было отменено правительственным законом в 1992 году.
До 1951 года существовало 744 коммуны.
В период между 1960 и 1965 годами многие норвежские коммуны были объединены, вследствие чего некоторые поселения потеряли городской статус. Например, когда в 1963 году городская коммуна Бревик (Brevik) была объединена с городской коммуной Porsgrunn и сельской коммуной Эйдангер (Eidanger), новая коммуна получала название Porsgrunn и сохранила свой цифровой код, а Бревик потерял статус города.
На сегодняшний момент[когда?], согласно закону 1997 года поселение должно иметь минимум 5000 жителей, чтобы ей был присвоен статус города. На норвежский слово «город» переводится как by.
До 1996 года статус города присваивался министерством местного самоуправления (the Ministry of Local Government and Regional Development). В настоящее время статус присваивается муниципальным советом (советом коммуны) и формально одобряется государством. Согласно закону 1997 года коммуна должна иметь минимум 5000 жителей, чтобы присвоить статус города для одного из своих поселений. В 1999 году муниципальный совет Барду (Bardu) присвоил статус города Сетермоену (Setermoen), что было вскоре отменено, потому что коммуна не удовлетворяла лимиту в 5000 человек. 
Также законы 1996 года позволяют поселениям, которые утратили городской статус в 1960-х годах снова его себе вернуть. Выше упомянутый Бревик лишился статуса после объединения коммун в 1963 году и вновь получил его только в 1996.
Осло — столица Норвегии и самый большой город страны с населением 575 475 жителей.

## Список городов
Население городов указано на 2006 год.
- Осло Oslo (538 411) — столица

### Акерсхус
- Дрёбак Drøbak (13 585)
- Ессхейм Jessheim (14 632)
- Лиллестрём Lillestrøm (43 201)
- Саннвика Sandvika (105 928)
- Ши Ski (27 010)

### Бускеруд
- Драммен Drammen (57 759)
- Конгсберг Kongsberg (23 315)
- Хёнефосс Hønefoss (28 197)
- Хокксунн Hokksund (15 825)

### Вест-Агдеро
- Кристиансанн Kristiansand (76 917)
- Люнгдал Lyngdal (7296)
- Мандал Mandal (14 069)
- Фарсунн Farsund (9446)
- Флеккефьорд Flekkefjord (8852)

### Вестфолл
- Ларвик Larvik (41 364)
- Саннефьорд Sandefjord (41 897)
- Свельвик Svelvik (6465)
- Тёнсберг Tønsberg (36 919)
- Холместранн Holmestrand (9654)
- Хортен Horten (24 871)

### Мёре-ог-Ромсдал
- Кристиансунн Kristiansund (17 067)
- Молде Molde (24 146)
- Олесунн Ålesund (40 801)
- Ондалснес Åndalsnes (7347)
- Ульстейнвик Ulsteinvik (6813)
- Фуснавог Fosnavåg (8373)

### Нурланн
- Брённёйсунн Brønnøysund (4 506)
- Будё Bodø (44 992)
- Лекнес Leknes (10 797)
- Му-и-Рана Mo i Rana (25 355)
- Мушёэн Mosjøen (13 440)
- Нарвик Narvik (18 365)
- Саннесшёэн Sandnessjøen (5711)
- Свольвер Svolvær (9021)
- Сортланд Sortland (9639)
- Стокмаркнес Stokmarknes (8001)
- Фёуске Fauske (6120)

### Нур-Трёнделаг
- Вердалсёра Verdalsøra (8 097)
- Кулверейд Kolvereid (5154)
- Левангер Levanger (18 080)
- Намсус Namsos (12 574)
- Стейнхьер Steinkjer (20 477)
- Схьёрдальсхальсен Stjørdalshalsen (11 139)

### Оппланн
- Йёвик Gjøvik (27 819)
- Лиллехаммер Lillehammer (25 314)
- Утта Otta (6083)
- Фагернес Fagernes (6400)

### Ругаланн
- Брюне Bryne (14 807)
- Йёрпеланн Jørpeland (10 566)
- Купервик Kopervik (37 928)
- Окрехамн Åkrehamn (37 928)
- Саннес Sandnes (58 947)
- Сёуда Sauda (4769)
- Скюденесаван Skudeneshavn (37 928)
- Ставангер Stavanger (115 157)
- Хёугесунн Haugesund (31 738)
- Эгерсунн Egersund (13 418)

### Сёр-Трёнделаг
- Брекстад Brekstad (5 113)
- Оппдал Oppdal (6 852)
- Рёрус Røros (5 593)
- Тронхейм Trondheim (186 364)

### Согн-ог-Фьюране
- Молёй Måløy (6 123)
- Фёрде Førde (11 327)
- Флурё Florø (11 410)

### Телемарк
- Бревик Brevik (33 550)
- Крагерё Kragerø (10 477)
- Лангесунн Langesund (14 104)
- Нутодден Notodden (12 314)
- Порсгрунн Porsgrunn (33 550)
- Рьюкан Rjukan (6247)
- Статхелле Stathelle (14 104)
- Шиен Skien (50 761)

### Тромс
- Тромсё Tromsø (63 596)
- Финнснес Finnsnes (11 051)
- Харстад Harstad (23 228)

### Финнмарк
- Алта Alta (17 889)
- Вадсё Vadsø (6114)
- Вардё Vardø (2338)
- Киркенес Kirkenes (9464)
- Хаммерфест Hammerfest (9361)
- Хоннингсвог Honningsvåg (3330)

### Хедмарк
- Конгсвингер Kongsvinger (17 224)
- Хамар Hamar (27 593)
- Эльверум Elverum (18 992)

### Хордаланн
- Берген Bergen (242 158)
- Лейрвик Leirvik (16 682)
- Одда Odda (7 247)

### Эстфолл
- Ашим Askim (14 184)
- Халден Halden (27 722)
- Мосс Moss (28 182)
- Мюсен Mysen (10 267)
- Сарпсборг Sarpsborg (50 115)
- Фредрикстад Fredrikstad (70 791)

### Эуст-Агдер
- Арендал Arendal (39 826)
- Гримстад Grimstad (19 224)
- Лиллесанн Lillesand (9030)
- Рисёр Risør (6863)
- Тведестранн Tvedestrand (5838)